# Казус імпровізус
«Казус імпровізус» («Казус импровизус») — радянський телефільм 1991 року, знятий режисерами Євгеном Каменьковичем і Аллою Суриковою на студії «Союзтелефільм».

## Сюжет
За мотивами п'єси Олександра Буравського «Вчитель російської». Дія відбувається у курортній лікарні, місця в якій заповзятливий головлікар Попов здає цілком здоровим відпочиваючим. Побоюючись перевірок, Попов тримає своїх «уявних хворих» на найсуворішому режимі, забороняючи виходити навіть у туалет. Ось у такій, трагікомічній ситуації зустрічаються герої фільму — молодий вчитель Толя та пенсіонерка Козицька, які їхали сюди, щоб погрітися на сонечку і купуватись у морі.

## У ролях
- Марія Миронова — Козицька
- Олександр Марін — Толя
- Ірина Петрова — Ніна
- Володимир Машков — Попов

## Знімальна група
- Режисери — Євген Каменькович, Алла Сурикова
- Сценаристи — Євген Каменькович, Алла Сурикова, Валерій Шувалов
- Оператор — Валерій Шувалов
- Композитор — Володимир Бистряков
- Художники — Олександр Боровський-Бродський, Володимир Корольов